# Hydrovatus platycornis
Hydrovatus platycornis är en skalbaggsart som beskrevs av Young 1963. Hydrovatus platycornis ingår i släktet Hydrovatus och familjen dykare. Inga underarter finns listade i Catalogue of Life.